# 송자
송자(중국어 정체자: 宋慈, 병음: Sòng Cí, 1186년 ~ 1249년)는 남송의 관료이다. 저서로 『세원집록』이 있다. 법의학을 학문으로 설립한 선구자라고 평가된다. 자는 혜문(恵文).
복건부 건양현(福建府, 建陽縣, 오늘날의 푸젠성 난핑시 젠양구) 출신. 1217년(가정 10년) 과거에 합격해 진사가 되었고, 그 뒤 사법 관료로 활약했다. 이 무렵 남송에서는 관료들이 부패하여 뇌물이 횡행하고 이를 통해 형사 사건이 왜곡되어 무고한 사람이 유죄 판결을 받거나 피살된 시신이 자살자로 처리되는 등의 사례가 종종 발생했다. 송자는 철저한 현장 조사를 중시하여 수많은 사건의 진상을 밝히고 무고한 사람들의 누명을 벗겼다. 1247년(순우 7년) 평생의 경험에서 우러난 검시법을 담은 『세원집록』을 저술하고 2년 뒤 죽었다.